# آریدا، واکایاما
آریدا در استان واکایاما در کشور ژاپن واقع شده است که دارای جمعیت ۳۱٬۱۹۴ نفر و مساحت ۳۶٫۹۲ کیلومتر مربع با تراکم جمعیت 845 نفر در کیلومترمربع است و در تاریخ ۱ مه ۱۹۵۶ به عنوان شهر شناخته شد.